# رباعي فلوروبورات الفضة
 رباعي فلوروبورات الفضة  مركب كيميائي له الصيغة AgBF4 ، ويكون على شكل مسحوق بلوري أبيض.

## الخواص
- مركب رباعي فلوروبورات الصوديوم منحل في الماء.
- للمركب نقطة انصهار تتراوح بين 70 و73 °س.[3]

## التحضير
يحضر مركب رباعي فلوروبورات الفضة اللامائي من تفاعل فلوريد الفضة وثلاثي فلوريد البورون في وسط من نترو الميثان
AgF + BF3 → AgBF4
يحصل على الناتج بالبَلـْوَرَة التجزيئية، كما يمكن الحصول عليه بتبخير المحل تحت الفراغ.

## الاستخدامات
يستخدم رابعي فلوروبورات الفضة بشكل واسع في الكيمياء اللاعضوية والكيمياء العضوية الفلزية، حيث غالبا ما تستعمل من أجل استبدال أنيون رباعي فلوروبورات ضعيف التساند بأنيونات الهاليد، في النهاية يترسب هاليد الفضة الموافق. على سبيل المثال يحل أنيون رباعي فلوروبورات مكان أنيون الكلوريد في معقدات الفلزات النفيسة المستعملة في تحفيز أكسدة الكحولات باستخدام مركبات فوق كبريتات.